# Ben-Hur (film, 1907)
Pour les articles homonymes, voir Ben-Hur.
Pour plus de détails, voir Fiche technique et Distribution.
Ben Hur est un film muet américain réalisé par Sidney Olcott, sorti en 1907. 
D'une durée de quinze minutes, ce film constitue la première adaptation cinématographique du roman de Lew Wallace, Ben-Hur.

## Synopsis
Jérusalem. Judah Ben-Hur assiste de sa terrasse à l'arrivée du gouverneur romain de Judée. Un morceau de toit tombe et manque de blesser le Romain. Convaincu que c'est un attentat, ce dernier fait arrêter Ben-Hur, qui est condamné aux galères tandis que sa famille est déportée. On le retrouve lors d'une course de chars. Ben-Hur remporte la course. Il est félicité par la foule.

## Fiche technique
- Titre : Ben-Hur
- Réalisation : Sidney Olcott, Harry T. Morey et Frank Rose
- Scénario : Gene Gauntier, d'après le roman de Lew Wallace Ben-Hur.
- Société de production : Kalem Company
- Société de distribution : Kalem Company
- Pays de production :  États-Unis
- Langue : film muet avec les intertitres en français
- Métrage : 450 mètres
- Format : Noir et blanc — 35 mm — 1,33:1 — Muet
- Genre : Film historique, Film d'aventure, Péplum
- Durée : 15 minutess
- Date de sortie : 
  - États-Unis : 7 décembre 1907

## Distribution
- Herman Rottger : Judah Ben-Hur

## Autour du film

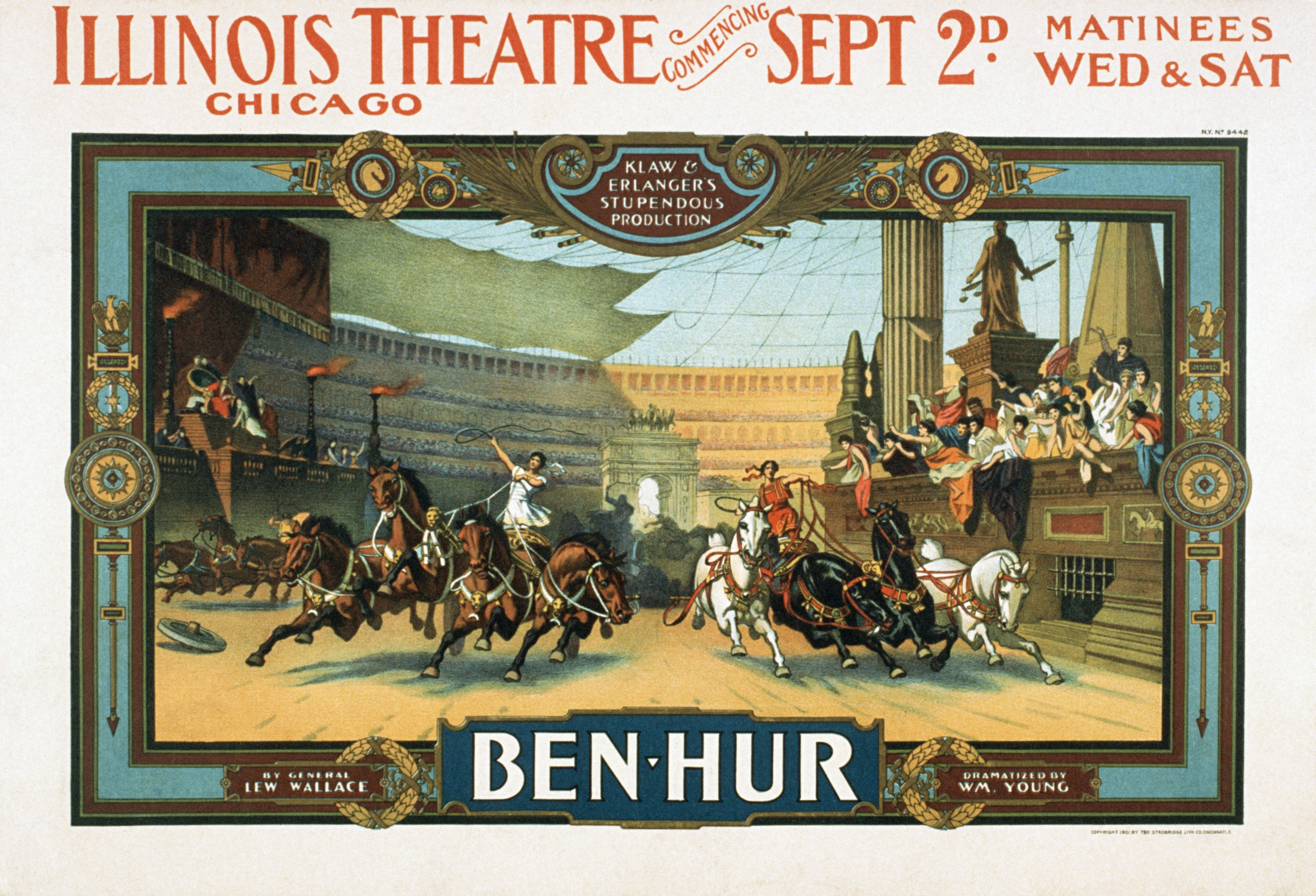
Strobridge & Co. Lith.- Ben-Hur - Klaw & Erlanger's Stupendous Production

- Le temps fort du film est la course de chars, qui a été filmée sur une plage du New Jersey avec les pompiers locaux qui jouaient le rôle des auriges et les chevaux des pompes à incendie qui tiraient les chars[1],[2].
- En 1911, à la suite d'une plainte du fils de l'auteur du roman, Lew Wallace, et de Klaw and Erlanger qui en avaient réalisé la première adaptation théâtrale en 1899, la Kalem dut payer 25 000 dollars de droits d'auteur[3], ce qui constitue la première reconnaissance du droit d'auteur dans le cinéma américain[4].

#### Autres adaptations
Films
- 1925 : Ben-Hur, film américain de Fred Niblo, avec Ramon Novarro (Ben-Hur).
- 1959 : Ben-Hur, film américain de William Wyler, avec Charlton Heston (Ben-Hur).
- 2003 : Ben-Hur, film américain d'animation de Bill Kowalchuk.
- 2016 : Ben-Hur, film américain de Timur Bekmambetov

Télévision
- 2010 : Ben-Hur, mini-série européenne réalisée par Steve Shill, avec Joseph Morgan (Ben-Hur).

Spectacle
- Ben-Hur : spectacle français de Robert Hossein (septembre 2006 au stade de France)